# La fontana di Bachčisaraj (film 1909)
La fontana di Bachčisaraj (Бахчисарайский фонтан, Bachčisarajskij fontan) è un film del 1909 diretto da Jakov Protazanov, tratto dall'omonimo poema di Puškin.